# سیارک ۴۸۱۵
سیارک ۴۸۱۵ (به انگلیسی: 4815 Anders، نامگذاری:1981EA28) چهار هزار و هشتصد و پانزدهمین سیارک کشف شده‌است که در ۲ مارس ۱۹۸۱ کشف شد.
قدر مطلق سیارک برابر ۱۳٫۷۰ است.